# نوگرایی

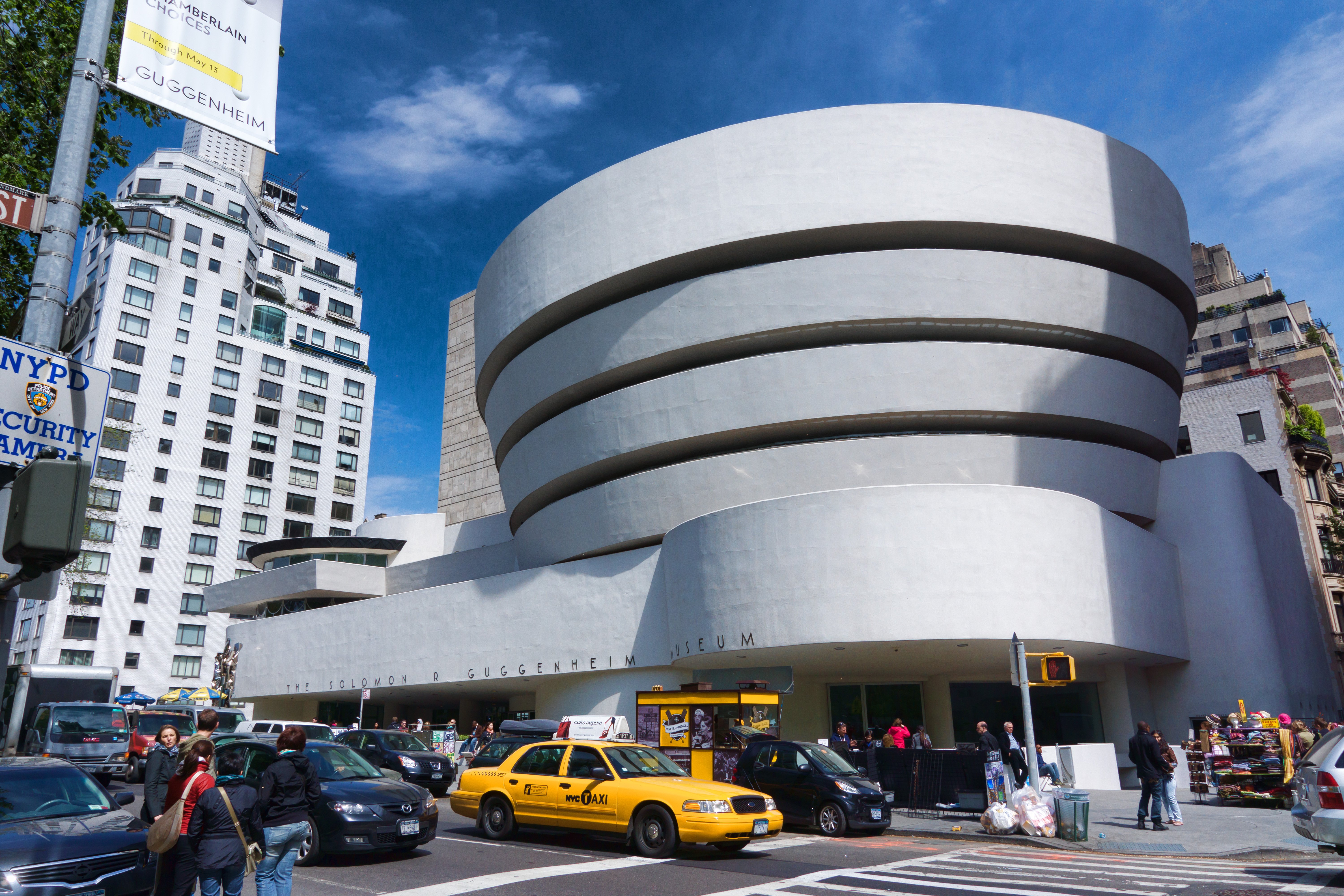
موزه گوگنهایم نیویورک، توسط: آنیتا بیاتی رایت (۱۹۵۹–۱۹۴۶ میلادی)

نوگرایی یا مدرنیسم (به انگلیسی: Modernism) که از آن به نام‌های نوین‌گرایی یا تجددگرایی نیز یاد می‌شود، یک جنبش فلسفی و هنری است که از دگرگونی‌های گسترده در جامعهٔ غربی در اواخر سدهٔ نوزدهم و اوایل سدهٔ بیستم به وجود آمد. این جنبش بازتاب‌گر میل به ایجاد اشکال جدیدی از هنر، فلسفه و سازمان اجتماعی بود که بازتاب جهان صنعتی نوپدید بود، از جمله ویژگی‌هایی مانند شهرنشینی، فناوری‌های جدید و جنگ. هنرمندان کوشیدند از اشکال سنتی هنر که آن‌ها را منسوخ یا ناکارآمد می‌دانستند دور شوند. اخطار ازرا پاوند شاعر در سال ۱۹۳۴ میلادی به «آن را جدید کن» سنگ محک رویکرد جنبش بود.
نوآوری‌های نوین‌گرایانخ شامل هنر انتزاعی، جریان سیال ذهن، سینمای مونتاژ، موسیقی آتونال و دوازده-تُن و نقاشی تفکیک‌گرایانه بود. نوین‌گرایی به صراحت ایدئولوژی رئالیسم را رد کرد و از آثار گذشته با استفاده از تکرار، انضمام، بازنویسی، بازگشایش، بازبینی و نقیضه استفاده کرد. نوین‌گرایی همچنین قطعیت تفکر روشنگری را رد کرد، و بسیاری از نوین‌گرایان نیز اعتقاد مذهبی را رد کردند. ویژگی بارز نوین‌گرایان، خودآگاهی نسبت به سنت‌های هنری و اجتماعی است که اغلب منجر به آزمایش فرم، همراه با استفاده از شگرد‌هایی می‌شود که توجه را به فرایندها و مواد مورد استفاده در خلق آثار هنری جلب می‌کند.
در حالی که برخی از پژوهشگرات نوین‌گرایی را تا قرن بیست‌ویکم امتداد می‌دهند، برخی دیگر آن را به مدرنیسم متأخر یا مدرنیسم عالی تقسیم می‌کنند. پست‌مدرنیسم انحراف از نوین‌گرایی است و مفروضات اساسی آن را رد می‌کند.

## تاریخچه
نوگرایی، جریانی فکری است به معنای استفاده انسان از دانش، فن‌آوری و توان تجربی خود برای تولید، بهبود و تغییر محیط. پیدایش مدرنیسم در غرب را می‌توان واکنشی ضد سنت و دین مسیحیت دانست.
تورج اتابکی استاد تاریخ معتقد است «تجدد یا مدرنیته‌ای که ما از آن نام می‌بریم یک شیوه زندگی در نهادهای اجتماعی و سیاسی مرتبط با این شیوه زندگی است، که تقریباً از میانه قرن شانزدهم میلادی به این سو در گوشه‌های مختلف جهان شکل گرفت، اشاره دارد. ما یک تجدد نداریم، ما تجددها داریم. یا اگر بخواهیم هم‌سنگ فرنگی‌اش را بکار ببریم از مدرنیتیز باید استفاده کنیم تا مدرنیتی. این نگاه در حقیقت اروپامدار که تجدد یا مدرنیته را تنها یک پدیده اروپایی می‌داند و زایشگاه این مدرنیته را فرانسه قبول می‌کند مورد نظر من نیست.» به عقیده او نقش شرق را در تجدد نباید دستکم گرفت نقش شرق و به خصوص ایران در تجدد توسط محمد توکلی طرقی، استاد دانشگاه تورنتو، معرفی شده و وحید وحدت، تاریخ‌نگار معماری، نیز تجدد ایرانی را به عنوان یکی از مدرنیته‌های بومی و غیر غربی مورد بررسی قرار داده است.

## فرایند تکوین مدرنیته و انسان مدرن را می‌توان در چند محور زیر خلاصه کرد
1. موضع انسان در جهان پس از رنسانس تغییر کرده است و همان‌گونه که از زمان کوپرنیک زمین به دور خورشید می‌گردد، با دکارت نیز «سوژهٔ مدرن انسان»، مرکز کائنات می‌شود و اومانیسم شکل می‌گیرد.
2. عقلانی‌سازی برآمده از فلسفهٔ رنه دکارت (با جمله می‌اندیشم پس هستم) و فیزیک گالیله به قلمروهای دیگر زندگی انسان از جمله سیاست نیز گسترش می‌یابد و با ظهور مدرنیته، جامعه کم‌کم از همه قید و بندهای ماوراءالطبیعه رها می‌شود.
3. واقع‌نمایی برآمده از اندیشه‌های خرد باوران و تجربهٔ باوران جریان جدیدی را در اندیشه‌های انسان‌ها رقم می‌زند.
4. فناوری: شاید بتوان آن را شکل نمادین آزادی مدرنیته یعنی سرور و مالک طبیعت گشتن دانست. فناوری افسون قصه‌های کهن را زایل نمود و اوهام او را از میان برد.
5. شکل‌گیری فرد در مدرنیته به مانند چهرهٔ اصلی جهان مدرن، به عبارت دیگر مدرنیته را می‌توان نظام اندیشه‌ها و ارزش‌هایی دانست که به پیدایش فرد باوری در جهان مدرن انجامیده است.
6. با کانت عصر مدرنیته رسماً آغاز می‌شود. کانت بارها از «انسان‌ها و انسانیت» نام برده تا نشان دهد روشنگری رستگاه آدمی و آغازگر رهایی همهٔ انسان‌هاست.

## مولفه‌های نوگرایی
تجدد یا مدرنیته به یک شیوه زندگی و نهادهای اجتماعی و سیاسی مرتبط با این شیوه زندگی اشاره دارد. تجددهای نقاط گوناگون جهان جانمایه‌ای یکسان دارند و تلاش می‌کنند صغارت را از انسان بگیرد: صغارت انسان در برابر جامعه، انسان در برابر تاریخ، انسان در برابر قانون؛ و می‌خواهد تمام این حقوق فردی را به انسان بدهد.
اندیشه‌های تأثیرگذار بر نوگرایی عبارتند از
- انسان‌محوری: انسان محوری به معنای باور به قدرت اندیشهٔ انسان.
- ماده‌گرایی: جهان‌بینی مدرن نیازهای روحانی انسان را به نیازهای عاطفی او تحویل می‌کند.
- خردگرایی: نگرش به جهان به صورت عقلانی و بر اساس خرد و استدلال.

## نوگرایی در عرصه‌های مختلف

### نوگرایی در عرصهٔ فلسفه
اساس فلسفه در دوران نوگرایی، انسان است. حقیقت دیگر الهامی نیست و از آسمان نمی‌آید بلکه اکتسابی است و بر روی زمین و با قوانین زمینی کشف و نه اختراع و از طریق مشاهده و آزمایش و تفکر علمی به‌دست می‌آید نه از راه ریاضت کشیدن یا نزدیک شدن به خداوند. نوگرایی منادی خردگرایی است. هرچند در واقع منادای تجربه گرائی دارد تا خرد گرائی زیرا با انحصار مواد قضایای عقلی به مواد تجربی دست خود را از مبادی عقلی مثل اصل عدم تناقض و… کوتاه کرده است.
خردگرایی در این دیدگاه در مقابل دین‌خویی تعریف می‌شود. و ناسوت و ملکوت و جبروت و لاهوت در فلسفه مدرن جایی ندارند، قلمرو فلسفه متجدد انسان‌گرایی و عرفی‌گرایی (سکولاریسم) است. در فلسفه متجدد علم (Science) محور است نه دانش به معنی (Knowledge)، در این صورت هرچیز باید قابل تجربه باشد و امور غیرقابل تجربه پذیر علم به‌شمار نمی‌رود. اشکال این دیدگاه این است که تجربه انسان خطا پذیر است و در نتیجه به شواهد به دست آمده نمی‌توان صد در صد اعتماد داشت به علاوه اموری مانند مفاهیم در این دیدگاه قابل تجربه پذیر نیستند در حالی که حقیقت آن‌ها وجدانی است.
در فلسفه نوگرا نوع تازه‌ای از اندیشه مبتنی بر خرد نقاد جانشین ایمان مطلق مسیحی می‌شود و در نتیجه عرصه فلسفه به کلی دگرگون می‌شود و دیگر جایی برای اسطوره و خرافه و دین به معنای مسیحی آن در این عرصه باقی نمی‌ماند.

### نوگرایی در عرصه دانش
با تغییر فلسفه، علم تغییر نخواهد کرد، نوگرایی نخستین دلیل پیشرفت علمی بشریت در تمام دوران‌ها بوده است، تبدیل کیمیاگری به شیمی دقیقاً یک محصول از نوگرایی است، پیدایش کلینیک و بیمارستان به جای شفاخانه و استفاده از دکتر به جای دعانویس و ملا از نمادهای تجدد است. ایجاد شرایط سالم‌تر زندگی به جای دست به دعا بردن و درخواست بیمه سلامتی از خدا کردن نشان از تجدد دارد. علت‌ها و معلول‌ها همگی زمینی و منطقی و علمی خواهند بود. در دانش نوگرا مشاهده علمی بر اساس روش علمی انجام می‌شوند و علم نیز همچون سیاست در جامعهٔ مدرن به عرصه عرفی و عمومی وارد می‌شود. در ملکوت علم نیز همچون فلسفه جایگاهی برای اسطوره‌ها و… دیده می‌شود.
در دوران قبل از نوگرایی علم وجود داشت و علم بسیار کار آمدی نبود و مردم همیشه به دعانویسی اکتفا می‌کردند.

### نوگرایی در عرصهٔ اقتصاد
وجه مشترک جوامع فئودالی نوعی تفکر خدامدار، اقتصاد طبیعی و حاکمیت سنت ایستاست. نوگرایی پرچمدار خرد مداری، اقتصاد کالایی و جهانگشای سرمایه‌داری، فروپاشی سنت و پیدایش جامعه مدنی است. اقتصاد هم به عرصه عمومی وارد می‌شود و زن به‌طور جدی و برابر به عرصه اقتصاد وارد می‌شود، می‌گویند میزان پیشرفت و آزادی را در یک جامعه باید با نگاه کردن به وضعیت زنان آن جامعه دریافت.

## نوگرایی در عرصهٔ سیاست
در جامعه مدرن، مردم شهروند هستند، و به جای مکلف بودن محق هستند یعنی حقوقی دارند که این حقوق باید توسط حاکمان پرداخته شود؛ مثلاً مردم حق دارند که آزادی اندیشه و بیان و پوشش داشته باشند و دولت وظیفه دارد این شرایط را ایجاد کند. مردم دیگر مطیع امر رهبران نیستند بلکه این رهبرانند که مطیع امر مردم هستند و این بار این حاکمان هستند که باید بر اساس مغز مردم عمل کنند. حکومت در جامعه مدرن، یک قرارداد اجتماعی است بین حاکمان و محکومان، مردم اشخاصی را انتخاب می‌کنند که آن‌ها به ارباب خود که همان مردم هستند خدمت کنند نه اینکه حاکمان مردمی را انتخاب کنند که به اربابشان که حاکم است خدمت کنند. مفهوم دین و خدا هم اصولاً تنها به حوزه شخصی مردم مربوط می‌شود، نه حوزه سیاست و اجتماع.

### نوگرایی در عرصه هنر
در عرصه هنر، نوگرایی(Modernism)، به صراحت ایدئولوژی رئالیسم (Realism) را رد می‌کند و در یک رویکرد انتقادی به کارهای گذشته از طریق بازنویسی، تجدید نظر، تقلید مسخره‌آمیز در اشکال جدید، الحاق و تکرار به گسترش مفاهیم و خلق هنری می‌پردازد. هر چند در مورد تاریخ آغاز مدرنیسم در عرصه هنر توافق نظر بین تاریخ‌نویسان و متفکران وجود ندارد، اما به شکل خاص قرن بیستم، محمل شکوفایی و اوج مدرنیسم در هنر است.

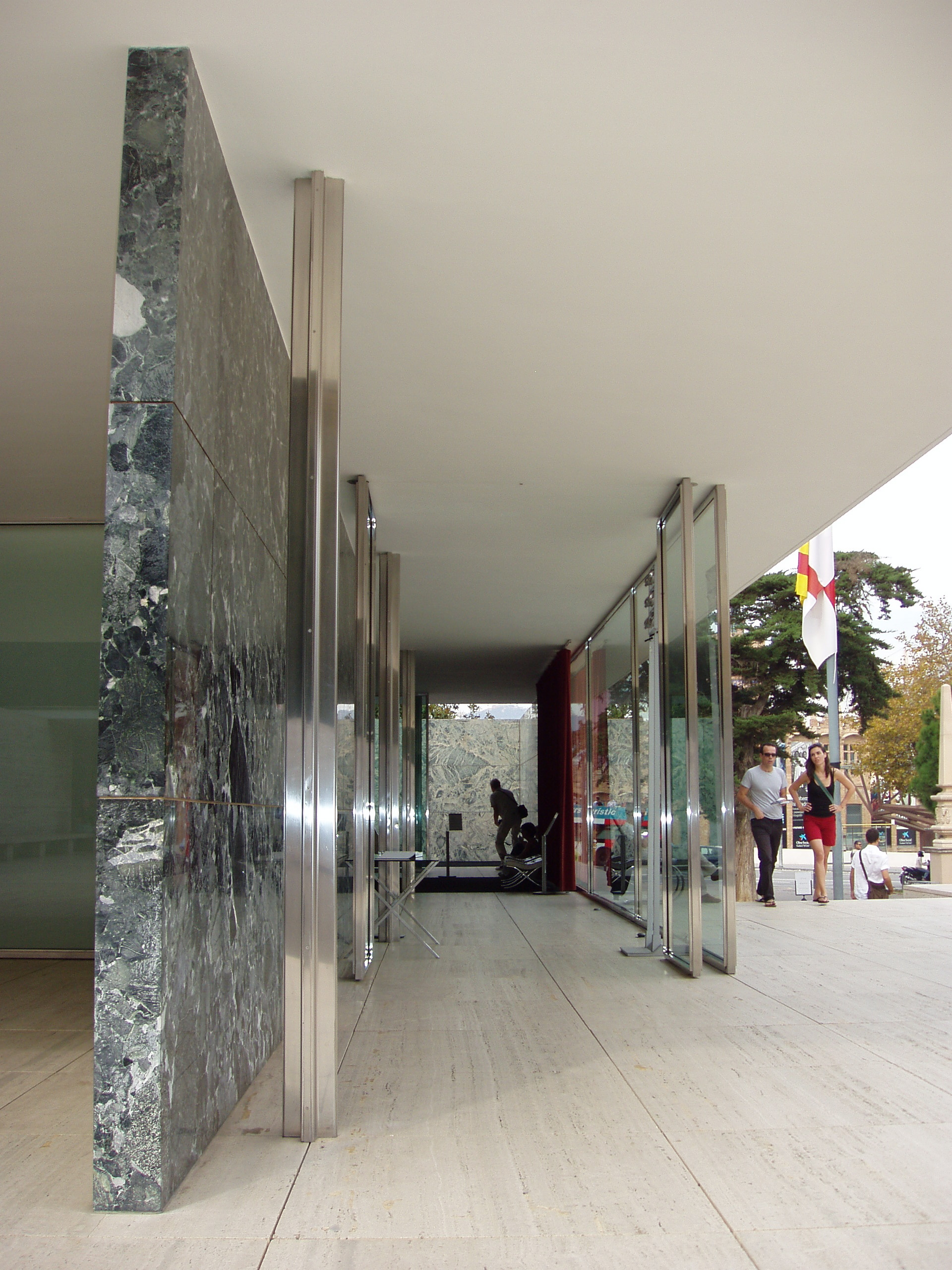
عمارت بارسلون، اثر لودویش میس فن در روهه، از آثار تاریخی و متشخص معماری نوگرا است.